# Orobanche sulphurea
Orobanche sulphurea är en snyltrotsväxtart som beskrevs av Nikolai Fedorovich Gontscharow. Orobanche sulphurea ingår i släktet snyltrötter, och familjen snyltrotsväxter. Inga underarter finns listade i Catalogue of Life.